# Ерік Аксл Сунд

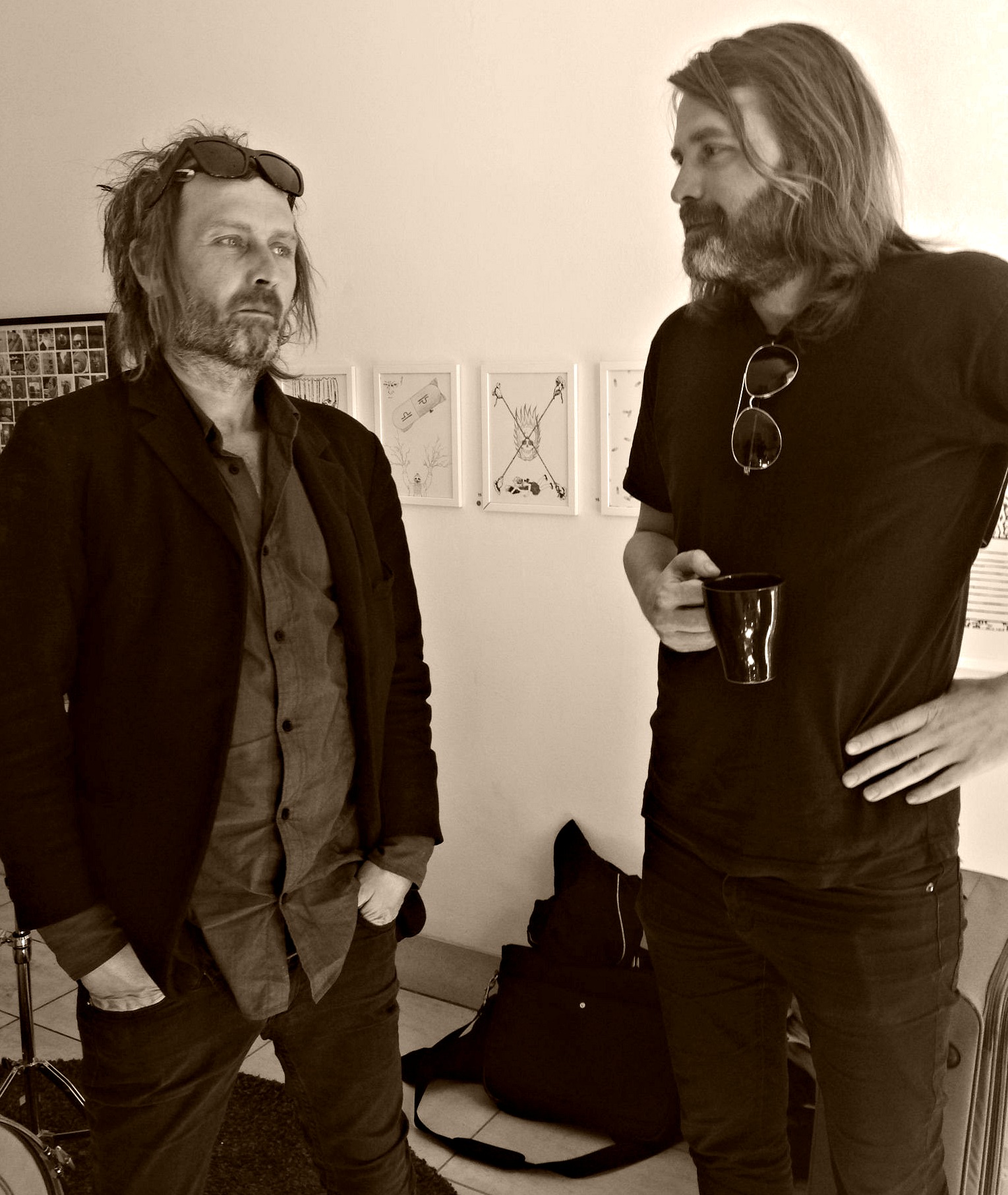
Ерік Аксл Сунд

Ерік Аксл Сунд (швед. Erik Axl Sund) — творчий псевдонім шведського літературного дуету Єркера Ерікссона і Гокана Аксландера Сундквіста. 
Єркер Ерікссон (нар. 1974, Євле) — продюсер музичного панк-гурту i love you baby!; раніше працював сторожем, вантажником, завідувачем складу та бібліотекарем у в'язниці. Нині мешкає у Стокгольмі, одружений. 
Гокан Аксландер Сундквіст (нар. 1965, Лінчепінг) — музикант гурту i love you baby! і художник. Брав участь у понад 50 виставках у Скандинавії. На початку 2000-х років гастролював з гуртом у багатьох країнах Східної Європи. Нині мешкає у Стокгольмі, має сина. 
Їхній дебютний кримінальний роман-трилогія «Слабкість Вікторії Бергман» перекладений на 35 мов світу. У 2012 році трилогія отримала «Особливу нагороду» від Шведської академії письменників-криміналістів. У травні 2014 року опубліковано роман «Скляні тіла».

## Нагороди
- «Особлива нагорода» (2012) від Шведської академії письменників-криміналістів